# Polyrhaphis pilosa
Polyrhaphis pilosa är en skalbaggsart som beskrevs av Lane 1965. Polyrhaphis pilosa ingår i släktet Polyrhaphis och familjen långhorningar. Inga underarter finns listade i Catalogue of Life.